# John James Bowlen

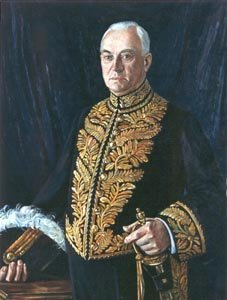
John James Bowlen

John James Bowlen (* 21. Juli 1876 in Cardigan, Prince Edward Island; † 16. Dezember 1959 in Edmonton, Alberta) war ein kanadischer Politiker und Landwirt. Von 1950 bis 1959 war er Vizegouverneur der Provinz Alberta.

## Biografie

### Landwirtschaft
Bowlen wurde als Sohn von Michael Bowlen und Mary Casey in einem römisch-katholischen Haushalt geboren. Er besuchte in seiner Jugendzeit die Cardigan School. 1900 heiratete er Caroline Suive, mit der er drei Kinder hatte.
Nachdem Bowlen in seinen frühen Berufsjahren viel umherreiste, um Arbeit zu finden – er war unter anderem in Boston und Manitoba – erwarb er 1906 nahe Muenster in der Provinz Saskatchewan einen Bauernhof. Vier Jahre später kaufte er einen weiteren Bauernhof bei Rosebud in der Provinz Alberta, den er jedoch 1917 wieder verkaufte. Bowlen leistete sich stattdessen eine über 40 km² große Ranch an der Grenze zu den Vereinigten Staaten.
Er lebte dort in relativer Abgeschiedenheit, rund 65 km vom nächsten Dorf und der nächsten Telegraphenstelle entfernt. 1920 verkaufte er dieses Land jedoch wieder und erwarb eine neue Ranch nahe Alderson, die später zur größten Pferdezucht Kanadas wurde. Ab 1922 züchtete er bei Pincher Creek auch Rinder, ab 1929 hielt er noch Schafe. Zwischen 1942 und 1945 verkaufte er einen Großteil seines Besitzes, um sich in den Ruhestand zu begeben.

### Politische Laufbahn
Bowlen begann seine politische Karriere 1914, als er erfolglos im Wahlbezirk North Battleford kandidierte. 1930 gelang es ihm, in die Legislativversammlung von Alberta einzuziehen, als er für die Alberta Liberal Party kandidierte. Er verteidigte seinen Sitz 1935 für die Liberalen und stellte sich 1940 mit Erfolg als Parteiloser zur Wahl. 1944 wurde Bowlen abgewählt, nachdem er den Wahlbezirk Calgary für vierzehn Jahre vertreten hatte. 1936 und 1937 war er Fraktionssprecher der Liberalen. 
Gemäß der Empfehlung von Premierminister Louis Saint-Laurent wurde Bowlen am 1. Februar 1950 zum Vizegouverneur der Provinz Alberta ernannt, was seinen politischen Höhepunkt darstellte. Nachdem er für eine zweite Amtszeit bestätigt worden war, blieb er bis zu seinem Tod am 16. Dezember 1959 im Amt. Bowlen wurde auf dem St. Joachim's Cemetery in Edmonton beerdigt.

## Ehrungen
Während seiner Laufbahn erhielt Bowlen zahlreiche Ehrungen und Auszeichnungen. Er war stellvertretender Vorsitzender und später auch Ehrenvorsitzender der Western Stock Growers' Association und Präsident der Canadian Broadcasting Corporation. 1952 erhielt er von der University of Alberta die Ehrendoktorwürde im Fach der Juristik. 
Nach seinem Tod wurden ein Verwaltungsgebäude in Calgary und eine Grundschule in Edmonton nach ihm benannt.